# كريس هاكيت
كريس هاكيت (بالإنجليزية: Chris Hackett)‏ (1 مارس 1983 بأكسفورد في المملكة المتحدة - ) هو لاعب كرة قدم بريطاني في مركز جناح ‏. لعب مع أكسفورد يونايتد ونادي بارنت ونادي ميلوول وهارت أوف ميدلوثيان ونادي إكزتر سيتي ونادي نورثامبتون تاون وويكمب وندررز.

## وصلات خارجية
- كريس هاكيت على موقع قاعدة بيانات كرة القدم.إي يو (الإنجليزية)
- كريس هاكيت على موقع Soccerbase.com (لاعب) (الإنجليزية)